# Enterprise (Star Trek)

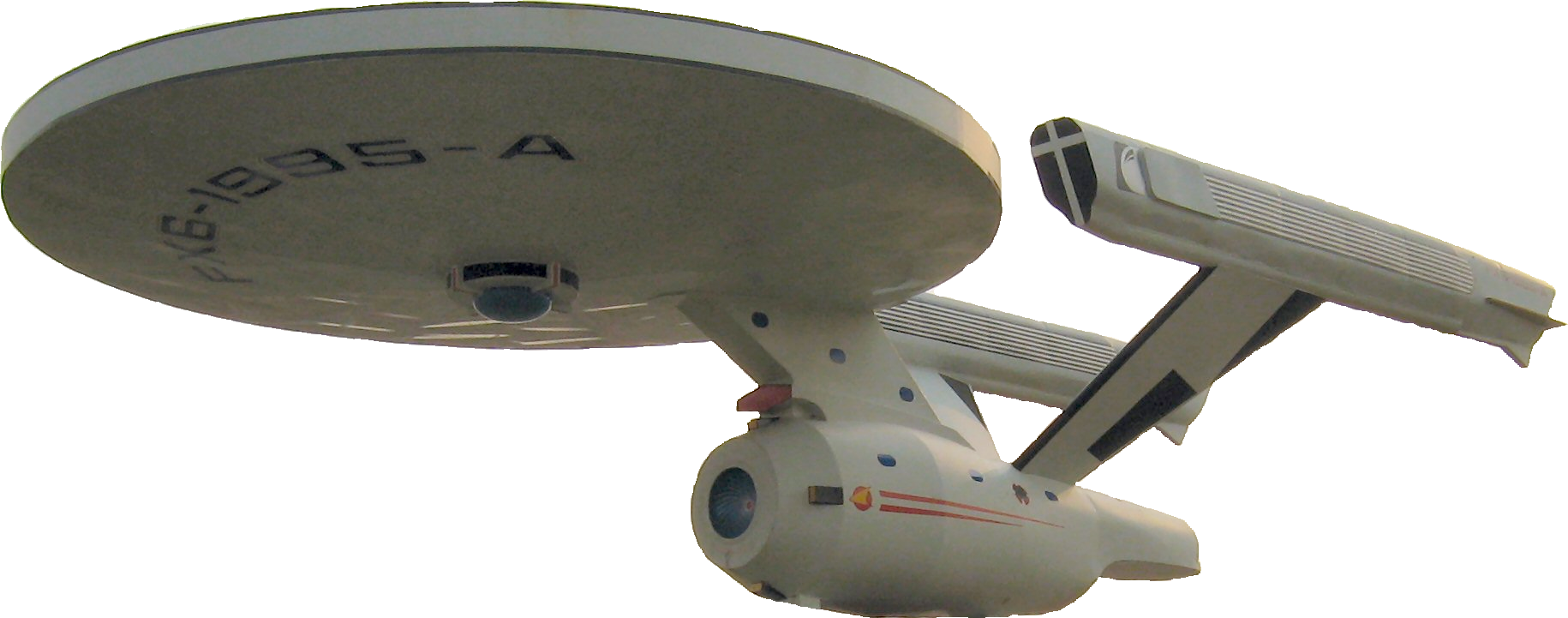
Kopie USS Enterprise NCC-1701-A ze Star Treku

Enterprise je ve fiktivním světě Star Trek vytvořeném producentem Genem Roddenberrym jméno několika vesmírných lodí (hvězdoletů), které se postupně objevily v seriálech a filmech natočených na motivy Star Treku. Většina z těchto lodí je označena registračním číslem NCC-1701, které je doplněno písmenem v abecedním pořadí.

## Historie jménaEnterprise
V reálném světě je jméno Enterprise používáno již dlouhou dobu. První byla francouzská námořní fregata L'Entreprise zajatá Brity v roce 1705. Ti ji překřtili na HMS Enterprise a zařadili do Royal Navy. Po ní následovalo dalších devět britských válečných lodí tohoto jména. První americká Enterprise byla zařazena do služby v roce 1775 během americké války za nezávislost. Osmé plavidlo tohoto jména, USS Enterprise (CVN-65) z roku 1961, je první letadlovou lodí s jaderným pohonem.
Jménem Enterprise (1976) byl pojmenován také první americký kosmický raketoplán, který však sloužil pouze pro testovací lety v zemské atmosféře. Toto jméno bylo zvoleno po petici fanoušků Star Treku, původně se měl jmenovat Constitution.
Firma Virgin Galactic v současnosti (červen 2017) chystá turistické lety do vesmíru (suborbitální lety). Společnost pojmenovala svoji první loď VSS Enterprise na počest plavidel Enterprise ze Star Treku. Loď ale v říjnu 2014 postihla nehoda, při které byla loď zničena a jeden pilot zemřel.

## Enterpriseve Star Treku
USS Enterprise (XCV 330)
- Třída: Declaration
- Ve službě: kolem roku 2130
- Velící důstojníci: neznámý

USS Enterprise (XCV 330) byla zmíněna ve snímku Star Trek: Film (1979) v rámci série ilustrací znázorňujících lodě pojmenované Enterprise. Podle knihy Star Trek Spaceflight Chronology se jednalo o první mezihvězdnou loď vypuštěnou roku 2123.
Enterprise (NX-01)
- Třída: NX
- Ve službě: 2151–2161
- Velící důstojníci: Jonathan Archer

Jednalo se o loď Spojené Země, jejíž osudy zachytil seriál Star Trek: Enterprise (2001–2005).
USS Enterprise (NCC-1701)
- Třída: Constitution
- Ve službě: 2245–2285
- Velící důstojníci: Robert April, Christopher Pike, James T. Kirk, Willard Decker, Spock

První Enterprise ve službách Spojené federace planet účinkovala v hraném seriálu Star Trek (1966–1969) a ve stejnojmenném animovaném seriálu (1973–1974). Po přestavbě (refitu) byla k vidění ve snímcích Star Trek: Film (1979), Star Trek II: Khanův hněv (1982) a Star Trek III: Pátrání po Spockovi (1984). Představila se také v seriálech Star Trek: Discovery (2018) a Star Trek: Strange New Worlds (2022).
USS Enterprise (NCC-1701-A)
- Třída: Constitution
- Ve službě: 2286–2293
- Velící důstojníci: James T. Kirk

Poprvé byla představena na konci filmu Star Trek IV: Cesta domů (1984). Již hlavní roli hrála ve snímcích Star Trek V: Nejzazší hranice (1988) a Star Trek VI: Neobjevená země (1991).
USS Enterprise (NCC-1701-B)
- Třída: Excelsior
- Ve službě: 2293–?
- Velící důstojníci: John Harriman

Byla vypuštěna na začátku filmu Star Trek: Generace (1994).
USS Enterprise (NCC-1701-C)
- Třída: Ambassador
- Ve službě: ?–2344
- Velící důstojníci: Rachel Garrettová

Čtvrtá federační Enterprise se objevila v epizodě „Enterprise včerejška“ (1990) seriálu Star Trek: Nová generace, kdy se dostala do alternativní budoucnosti; brzo se ale vrátila do své doby.
USS Enterprise (NCC-1701-D)
- Třída: Galaxy
- Ve službě: 2363–2371
- Velící důstojníci: Jean-Luc Picard, William Riker, Edward Jellico

Osudy Enterprise-D a její posádky byly vyprávěny v seriálu Star Trek: Nová generace (1987–1994), na který navázal film Star Trek: Generace (1994).
USS Enterprise (NCC-1701-E)
- Třída: Sovereign
- Ve službě: 2372–2386
- Velící důstojníci: Jean-Luc Picard, William Riker, Worf

Tato Enterprise se představila ve filmech Star Trek: První kontakt (1996), Star Trek: Vzpoura (1998) a Star Trek: Nemesis (2002).
USS Enterprise (NCC-1701-F)
- Třída: Odyssey
- Ve službě: 2386–2402
- Velící důstojníci: admirál Elizabeth Shelby

Objevila se krátce v závěru seriálu Star Trek: Picard (2020–2023), na své závěrečné misi k oslavě Dne startu.
USS Enterprise (NCC-1701-G)
- Třída: Neo-Constitution
- Ve službě: 2396–2401;2402–?
- Velící důstojníci: Liam Shaw, Sedmá z devíti

Představena byla ve třetí řadě seriálu Star Trek: Picard (2020–2023). Původně byla v roce 2396 vypuštěna pod názvem USS Titan (NCC-80102-A), ale v roce 2402 byla přejmenována na USS Enterprise (NCC-1701-G).
V epizodě „Zlá bouře“ seriálu Star Trek: Discovery (2017-2024) odehrávající se ve 32. století byla zmíněna Enterprise bez bližších informací o lodi.  

### Alternativní časové linie
USS Enterprise (NCC-1701)
- Třída: Constitution
- Ve službě: od 2258
- Velící důstojníci: Christopher Pike, Spock, James T. Kirk
- Film Star Trek (2009) se z větší části odehrává v alternativní časové linii, ve které byla první loď Federace se jménem Enterprise vypuštěna roku 2258. Na tento snímek navázaly filmy Star Trek: Do temnoty (2013) a Star Trek: Do neznáma (2016).

Enterprise-D byla ukázána v alternativní budoucnosti v epizodě „Všechno dobré...“ (1994) seriálu Star Trek: Nová generace.
V epizodě „Azati Jedna“ (2004) seriálu Star Trek: Enterprise se v jedné z variant budoucího 26. století objevila Enterprise-J.

### Zrcadlový vesmír
ISS Enterprise (NX-01) se představila v epizodě „V zemi za zrcadlem“ (2005) seriálu Star Trek: Enterprise.
V epizodě „Zrcadlo, zrcadlo“ (1967) původního seriálu Star Trek se vyskytovala ISS Enterprise (NCC-1701).